# Angylocalycinae
Angylocalycinae,  podtribus mahunarki iz potporodice Faboideae, dio klade ADA. Pripada mu četiri roda sa 20 vrsta.. Tipični je Angylocalyx, sa 6 vrsta iz tropske Afrike.

## Rodovi
1. Tribus ADA
  1. Subtribus Angylocalycinae (Yakovlev) Povydysh
    1. Xanthocercis Baill. (3 spp.)
    2. Angylocalyx Taub. (7 spp.)
    3. Castanospermum A. Cunn. (1 sp.)
    4. Alexa Moq. (10 spp.)